# Hannoverscher Sportverein von 1896 2012-2013
Questa voce raccoglie le informazioni riguardanti l'Hannoverscher Sportverein von 1896 nelle competizioni ufficiali della stagione 2012-2013.

## Stagione
La stagione dell'Hannover, in seguito al settimo posto conquistato nell'annata precedente, è iniziata i primi di agosto con il terzo turno preliminare di Europa League (2 e 9 agosto) contro gli irlandesi del St Patrick's Athletic.
Il difensore centrale Emanuel Pogatetz è stato ceduto al Wolfsburg. Al suo posto è arrivato il brasiliano (con passaporto italiano) Felipe Trevizan Martins dallo Standard Liegi. Altri nuovi arrivi sono il terzino destro della nazionale olimpica giapponese Hiroki Sakai dal Kashiwa Reysol e il centrocampista Adrian Nikci dallo Zurigo. Inoltre il 23 luglio viene ufficializzato il ritorno dell'ala sinistra Szabolcs Huszti dallo Zenit San Pietroburgo: Huszti aveva militato nelle file dei Roten dal 2006 al 2009.
Il primo match ufficiale in ambito nazionale è stato l'esordio in Coppa di Germania contro il Nöttingen, vinto con il largo punteggio di 1-6. La Bundesliga per i ragazzi di Mirko Slomka è iniziata il 26 agosto in casa contro lo Schalke 04, terminata con un pareggio (2-2). La partenza è entusiasmante grazie ai successi nel derby a Wolfsburg (0-4) e contro il Werder (3-2 con rete del successo all'ultimo assalto) che vedono come protagonisti Huszti e Leon Andreasen, rientrato dopo un brutto infortunio che lo ha tenuto lontano dai campi per oltre due anni. Lo stesso Andreasen però soffrirà un nuovo lungo stop in seguito alla rottura del crociato riportata durante il match vinto contro il Norimberga, alla quinta giornata. Per Slomka è una perdita pesante a causa di scarsi ricambi a centrocampo e l'Hannover deve in poche settimane ridimensionare i propri obiettivi, con un solo punto conquistato nelle successive 4 partite e soprattutto la fine dell'imbattibilità casalinga in campionato dopo 22 gare consecutive (all'AWD Arena, il Borussia Mönchengladbach rimonta da 2-0 a 2-3). Il 96 rimane così invischiato nella lotta per non retrocedere.
In Europa League, l'Hannover riesce brillantemente a passare i turni preliminari, centrando quattro vittorie su quattro nelle sfide contro St. Patrick's (3-0 e 2-0) e i campioni polacchi dello Slask Wroclaw (5-3 e 5-1). Nel sorteggio per la fase a gironi, l'Hannover si trova in seconda fascia e viene inserito nel Gruppo L, insieme con gli olandesi del Twente, con gli spagnoli del Levante e i campioni svedesi dell'Helsingborg. Il girone è iniziato nel migliore dei modi, con la conquista di 7 punti al termine di 3 gare dall'andamento entusiasmante: i Roten rimontano uno svantaggio di due reti in casa del Twente (2-2), ribaltano in Germania il Levante (da 0-1 a 2-1) nonostante un'inferiorità numerica durata 80', conquistano all'ultimo respiro il successo in Svezia (1-2, Didier Ya Konan segna al 94' dopo che l'Helsingborg era riuscito a pareggiare segnando al 91'). L'Hannover ha così l'opportunità di qualificarsi ai sedicesimi con due turni di anticipo e non se la fa sfuggire vincendo 3-2 il ritorno con l'Helsingborg (decisivo un rigore di Huszti al 90'). Nelle riveincite con Twente e Lvante, i due pareggi ottenuti sono stati sufficienti per mantenere anche il primo posto del girone e presentarsi al sorteggio dei sedicesimi come testa di serie. Ciò non ha garantito comunque un avversario abbordabile, poiché l'Hannover pesca l'Anži Machačkala di Samuel Eto'o, con la gara di andata da giocarsi in Russia.
Nella Coppa nazionale, i Roten riescono a raggiungere gli ottavi di finale (non accadeva dal 2006) grazie al successo ai rigori con la Dinamo Dresda, dove Ron Robert Zieler si esalta parando due penalty. Agli ottavi rimediano però una sonora sconfitta (5-1) contro i campioni in carica del Borussia Dortmund.

## Maglie e sponsor
Lo sponsor ufficiale della stagione 2011-2012 è la Touristik Union International (TUI AG), mentre Jako è lo sponsor tecnico. La divisa casalinga è una maglia di color rosso, pantaloncini neri e calzettoni bianchi. La divisa di riserva è una maglia completamente bianca, pantaloncini e calzettoni bianchi. La terza divisa, che sarà utilizzata nelle gare europee, consiste di una maglia verde, con pantaloncini e calzettoni neri.
| Casa | Trasferta | Terza divisa |

## Rosa
| N. |                           | Ruolo | Calciatore          |
| -- | ------------------------- | ----- | ------------------- |
| 1  | Germania (bandiera)       | P     | Ron-Robert Zieler   |
| 2  | Danimarca (bandiera)      | D     | Leon Andreasen      |
| 3  | Tunisia (bandiera)        | D     | Karim Haggui        |
| 4  | Giappone (bandiera)       | D     | Hiroki Sakai        |
| 5  | Svizzera (bandiera)       | D     | Mario Eggimann      |
| 6  | Stati Uniti (bandiera)    | D     | Steve Cherundolo    |
| 7  | Portogallo (bandiera)     | C     | Sérgio Pinto        |
| 8  | Germania (bandiera)       | C     | Manuel Schmiedebach |
| 9  | Polonia (bandiera)        | A     | Artur Sobiech       |
| 10 | Ungheria (bandiera)       | C     | Szabolcs Huszti     |
| 11 | Costa d'Avorio (bandiera) | A     | Didier Ya Konan     |
| 13 | Germania (bandiera)       | A     | Jan Schlaudraff     |
| 14 | Germania (bandiera)       | P     | Markus Miller       |
| 15 | Germania (bandiera)       | C     | Andre Hoffmann      |
| 16 | Brasile (bandiera)        | C     | França              |
| 17 | Svizzera (bandiera)       | D     | Johan Djourou       |
| 18 | Belgio (bandiera)         | D     | Sébastien Pocognoli |

| N. |                     | Ruolo | Calciatore              |
| -- | ------------------- | ----- | ----------------------- |
| 19 | Germania (bandiera) | D     | Christian Schulz        |
| 20 | Brasile (bandiera)  | D     | Felipe Trevizan Martins |
| 21 | Austria (bandiera)  | P     | Samuel Radlinger        |
| 22 | Svizzera (bandiera) | C     | Adrian Nikci            |
| 23 | Tunisia (bandiera)  | D     | Sofian Chahed           |
| 24 | Germania (bandiera) | D     | Christian Pander        |
| 25 | Norvegia (bandiera) | A     | Mohammed Abdellaoue     |
| 26 | Germania (bandiera) | C     | Deniz Aycicek           |
| 27 | Germania (bandiera) | A     | Deniz Kadah             |
| 28 | Germania (bandiera) | C     | Lars Stindl             |
| 31 | Germania (bandiera) | C     | Jannis Pläschke         |
| 32 | Germania (bandiera) | P     | Marcel Klonz            |
| 33 | Germania (bandiera) | D     | Yannik Schulze          |
| 34 | Germania (bandiera) | D     | Konstantin Rausch       |
| 35 | Germania (bandiera) | D     | Christopher Avevor      |
| 37 | Germania (bandiera) | C     | Sascha Schunemann       |
| 39 | Senegal (bandiera)  | A     | Mame Biram Diouf        |

## Organigramma societario
Area tecnica
- Allenatore: Mirko Slomka
- Allenatore in seconda: Norbert Düwel, Nestor El Maestro
- Preparatore dei portieri: Jörg Sievers
- Preparatori atletici: Edward Kowalczuk

## Risultati

### Bundesliga

#### Girone di andata
| Arbitro: | Brych |

|                      |           |                          |
| Felipe 43’ Nikçi 80’ | Marcatori | 52’ Huntelaar 64’ Holtby |

| Arbitro: | Stark |

|  |           |                                           |
|  | Marcatori | 10’ Haggui 26’, 56’ Sobiech 52’ Andreasen |

| Arbitro: | Aytekin |

|                              |           |                               |
| Huszti 6’, 90’ Andreasen 10’ | Marcatori | 26’ (rig.) Hunt 74’ De Bruyne |

| Arbitro: | Fritz |

|                                        |           |                      |
| Johnson 27’ Salihović 82’ Williams 90’ | Marcatori | 26’ (aut.) Delpierre |

| Arbitro: | Siebert |

|                                      |           |              |
| Stindl 21’ Huszti 29’ Konan 52’, 64’ | Marcatori | 73’ Chandler |

| Arbitro: | Zwayer |

|             |           |  |
| Rudņevs 20’ | Marcatori |  |

| Arbitro: | Gagelmann |

|           |           |                 |
| Diouf 86’ | Marcatori | 26’ Lewandowski |

| Arbitro: | Dingert |

|                               |           |                |
| Matmour 5’ Jung 18’ Meier 82’ | Marcatori | 43’ Abdellaoue |

| Arbitro: | Kinhöfer |

|                           |           |                                       |
| Schlaudraff 48’ Diouf 53’ | Marcatori | 70’ Domínguez 77’ Brouwers 79’ Arango |

| Arbitro: | Drees |

|                      |           |  |
| Diouf 26’ Stindl 85’ | Marcatori |  |

| Arbitro: | Brych |

|                                 |           |                                                               |
| Gentner 21’ Ibišević 37’ (rig.) | Marcatori | 57’ Sobiech 65’ (rig.) Schlaudraff 68’, 73’ (rig.) Abdellaoue |

| Arbitro: | Aytekin |

|                       |           |                          |
| Abdellaoue 33’ (rig.) | Marcatori | 12’ Schmid 55’ Rosenthal |

| Arbitro: | Zwayer |

|                                                      |           |  |
| Martínez 3’ Kroos 24’ Ribéry 37’ Dante 63’ Gómez 67’ | Marcatori |  |

| Arbitro: | Fritz |

|                       |           |  |
| Diouf 4’ Eggimann 69’ | Marcatori |  |

| Arbitro: | Perl |

|                       |           |            |
| Müller 10’ Szalai 89’ | Marcatori | 28’ Schulz |

| Arbitro: | Welz |

|                                         |           |                        |
| Huszti 20’ (rig.), 69’ (rig.) Diouf 57’ | Marcatori | 2’ Castro 58’ Kießling |

| Arbitro: | Kircher |

|                      |           |           |
| Schahin 39’ Ilsø 83’ | Marcatori | 69’ Diouf |

#### Girone di ritorno
| Arbitro: | Aytekin |

|                                                        |           |                                     |
| Farfán 45’ Draxler 49’ Höger 64’ Marica 67’ Holtby 88’ | Marcatori | 55’ Pinto 59’, 68’ Huszti 90’ Diouf |

| Arbitro: | Perl |

|                         |           |             |
| Abdellaoue 3’ Diouf 38’ | Marcatori | 46’ Madlung |

| Arbitro: | Gräfe |

|                   |           |  |
| Petersen 85’, 87’ | Marcatori |  |

| Arbitro: | Siebert |

|          |           |  |
| Diouf 7’ | Marcatori |  |

| Arbitro: | Kinhöfer |

|                      |           |                      |
| Klose 53’ Polter 90’ | Marcatori | 41’ Huszti 68’ Konan |

| Arbitro: | Kircher |

|                                                          |           |                          |
| Diouf 7’ Huszti 39’ (rig.) Konan 45’, 68’ Abdellaoue 85’ | Marcatori | 13’ (rig.) van der Vaart |

| Arbitro: | Welz |

|                                  |           |                |
| Lewandowski 8’, 21’ Schieber 72’ | Marcatori | 40’ Abdellaoue |

| Hannover 10 marzo 2013, ore 15:30 CET 25ª giornata | Hannover 96 | 0 – 0 referto | Eintracht Francoforte | AWD-Arena (44 800 spett.)\| Arbitro: \| Dankert \| |
| Arbitro:                                           | Dankert     |               |                       |                                                    |

| Arbitro: | Gräfe |

|             |           |  |
| de Jong 36’ | Marcatori |  |

| Arbitro: | Fritz |

|  |           |                 |
|  | Marcatori | 61’, 90’ Rausch |

| Hannover 7 aprile 2013, ore 17:30 CEST 28ª giornata | Hannover 96 | 0 – 0 referto | Stoccarda | AWD-Arena (46 000 spett.)\| Arbitro: \| Dingert \| |
| Arbitro:                                            | Dingert     |               |           |                                                    |

| Arbitro: | Aytekin |

|                                        |           |            |
| Schulz 24’ (aut.) Kruse 43’ Schmid 74’ | Marcatori | 36’ Rausch |

| Arbitro: | Zwayer |

|              |           |                                                              |
| Hoffmann 84’ | Marcatori | 16’ (aut.) Stindl 22’ Ribéry 40’, 62’ Gómez 71’, 86’ Pizarro |

| Arbitro: | Kinhöfer |

|                 |           |                                       |
| Đurđić 41’, 83’ | Marcatori | 36’ Abdellaoue 71’ Hoffmann 87’ Pinto |

| Arbitro: | Stark |

|                       |           |                 |
| Sobiech 36’ Diouf 70’ | Marcatori | 25’, 79’ Müller |

| Arbitro: | Dankert |

|                              |           |             |
| Hegeler 6’, 60’ Kießling 28’ | Marcatori | 71’ Sobiech |

| Arbitro: | Gagelmann |

|                          |           |  |
| Diouf 36’ Konan 61’, 76’ | Marcatori |  |

### Coppa di Germania
| Arbitro: | Cortus |

|             |           |                                                              |
| Neziraj 53’ | Marcatori | 27’, 32’ Pinto 47’ Andreasen 55’, 83’ Schlaudraff 79’ Rausch |

| Arbitro: | Stark |

|                                                |                      |                                   |
| Diouf 15’                                      | Marcatori            | 27’ Brégerie                      |
| Stindl Schmiedebach Rausch Sobiech Schlaudraff | Tiri di rigore 4 – 3 | Losilla Fiél Solga Jungwirth Poté |

| Arbitro: | Brych |

|                                                       |           |           |
| Götze 3’, 40’, 85’ Błaszczykowski 18’ Lewandowski 90’ | Marcatori | 79’ Diouf |

### Europa League

#### Turni preliminari
| Arbitro: | Bognár |

|  |           |                                   |
|  | Marcatori | 6’ Andreasen 67’ Pander 80’ Konan |

| Arbitro: | Salmanov |

|                         |           |  |
| Haggui 32’ Eggimann 47’ | Marcatori |  |

| Arbitro: | Tagliavento |

|                                           |           |                                                               |
| Jodłowiec 34’ Patejuk 54’ Kaźmierczak 61’ | Marcatori | 7’, 82’ Andreasen 25’ Schlaudraff 40’ Stindl 85’ Schmiedebach |

| Arbitro: | Karasev |

|                                                        |           |                 |
| Abdellaoue 22’ (rig.) Huszti 35’, 88’ Sobiech 68’, 85’ | Marcatori | 10’ Kaźmierczak |

#### Fase a gironi
| Arbitro: | Dean |

|                       |           |                                  |
| Janssen 7’ Chadli 54’ | Marcatori | 67’ Sobiech 73’ (aut.) Wisgerhof |

| Arbitro: | Liany |

|                             |           |                   |
| Huszti 21’ (rig.) Konan 49’ | Marcatori | 10’ (rig.) Míchel |

| Arbitro: | Studer |

|            |           |                     |
| Santos 90’ | Marcatori | 12’ Diouf 90’ Konan |

| Arbitro: | Fautrel |

|                                 |           |                       |
| Diouf 3’, 49’ Huszti 90’ (rig.) | Marcatori | 58’ Đurđić 67’ Bedoya |

| Hannover 22 novembre 2012, ore 19:00 CET 5ª giornata | Hannover 96 | 0 – 0 referto | Twente | AWD-Arena (35 800 spett.)\| Arbitro: \| Kulbakov \| |
| Arbitro:                                             | Kulbakov    |               |        |                                                     |

| Arbitro: | Tudor |

|                      |           |                      |
| Ángel 49’ Iborra 90’ | Marcatori | 18’ Stindl 26’ Konan |

#### Fase ad eliminazione diretta
| Arbitro: | Strahonja |

|                                     |           |            |
| Eto'o 34’ Ahmedov 48’ Boussoufa 64’ | Marcatori | 22’ Huszti |

| Arbitro: | Eriksson |

|           |           |            |
| Pinto 70’ | Marcatori | 90’ Traoré |

## Statistiche

### Statistiche di squadra
| Competizione        | Punti | In casa | In casa | In casa | In casa | In casa | In casa | In trasferta | In trasferta | In trasferta | In trasferta | In trasferta | In trasferta | Totale | Totale | Totale | Totale | Totale | Totale | DR  |
| Competizione        | Punti | G       | V       | N       | P       | Gf      | Gs      | G            | V            | N            | P            | Gf           | Gs           | G      | V      | N      | P      | Gf     | Gs     | DR  |
| ------------------- | ----- | ------- | ------- | ------- | ------- | ------- | ------- | ------------ | ------------ | ------------ | ------------ | ------------ | ------------ | ------ | ------ | ------ | ------ | ------ | ------ | --- |
| Bundesliga          | 45    | 17      | 9       | 5       | 3       | 34      | 23      | 17           | 4            | 1            | 12           | 26           | 39           | 34     | 13     | 6      | 15     | 60     | 62     | -2  |
| Coppa di Germania   | -     | 1       | 0       | 1       | 0       | 1       | 1       | 2            | 1            | 0            | 1            | 7            | 6            | 3      | 1      | 1      | 1      | 8      | 7      | +1  |
| Europa League Qual. | -     | 2       | 2       | 0       | 0       | 7       | 1       | 2            | 2            | 0            | 0            | 8            | 3            | 4      | 4      | 0      | 0      | 15     | 4      | +11 |
| Europa League       | -     | 4       | 2       | 2       | 0       | 6       | 4       | 4            | 1            | 2            | 1            | 7            | 8            | 8      | 3      | 4      | 1      | 13     | 12     | +1  |
| Totale              | -     | 24      | 13      | 8       | 3       | 48      | 29      | 25           | 8            | 3            | 14           | 48           | 56           | 49     | 21     | 11     | 17     | 96     | 85     | +11 |

### Andamento in campionato
| Giornata  | 1 | 2 | 3 | 4 | 5 | 6 | 7 | 8 | 9  | 10 | 11 | 12 | 13 | 14 | 15 | 16 | 17 | 18 | 19 | 20 | 21 | 22 | 23 | 24 | 25 | 26 | 27 | 28 | 29 | 30 | 31 | 32 | 33 | 34 |
| --------- | - | - | - | - | - | - | - | - | -- | -- | -- | -- | -- | -- | -- | -- | -- | -- | -- | -- | -- | -- | -- | -- | -- | -- | -- | -- | -- | -- | -- | -- | -- | -- |
| Luogo     | C | T | C | T | C | T | C | T | C  | C  | T  | C  | T  | C  | T  | C  | T  | T  | C  | T  | C  | T  | C  | T  | C  | T  | T  | C  | T  | C  | T  | C  | T  | C  |
| Risultato | N | V | V | P | V | P | N | P | P  | V  | V  | P  | P  | V  | P  | V  | P  | P  | V  | P  | V  | N  | V  | P  | N  | P  | V  | N  | P  | P  | V  | N  | P  | V  |
| Posizione | 8 | 3 | 3 | 3 | 3 | 5 | 5 | 6 | 10 | 6  | 6  | 6  | 8  | 6  | 12 | 10 | 11 | 11 | 10 | 10 | 9  | 8  | 7  | 10 | 10 | 10 | 10 | 9  | 10 | 11 | 9  | 9  | 9  | 9  |

Legenda:

Luogo: C = Casa; T = Trasferta. Risultato: V = Vittoria; N = Pareggio; P = Sconfitta.

### Statistiche dei giocatori
| Giocatore          | Bundesliga | Bundesliga | Bundesliga  | Bundesliga | Coppa di Germania | Coppa di Germania | Coppa di Germania | Coppa di Germania | Europa League Qual. | Europa League Qual. | Europa League Qual. | Europa League Qual. | Europa League | Europa League | Europa League | Europa League | Totale   | Totale | Totale      | Totale     |
| Giocatore          | Presenze   | Reti       | Ammonizioni | Espulsioni | Presenze          | Reti              | Ammonizioni       | Espulsioni        | Presenze            | Reti                | Ammonizioni         | Espulsioni          | Presenze      | Reti          | Ammonizioni   | Espulsioni    | Presenze | Reti   | Ammonizioni | Espulsioni |
| ------------------ | ---------- | ---------- | ----------- | ---------- | ----------------- | ----------------- | ----------------- | ----------------- | ------------------- | ------------------- | ------------------- | ------------------- | ------------- | ------------- | ------------- | ------------- | -------- | ------ | ----------- | ---------- |
| M. Große           | -          | -          | -           | -          | -                 | -                 | -                 | -                 | -                   | -                   | -                   | -                   | -             | -             | -             | -             | -        | -      | -           | -          |
| M. Klonz           | -          | -          | -           | -          | -                 | -                 | -                 | -                 | -                   | -                   | -                   | -                   | -             | -             | -             | -             | -        | -      | -           | -          |
| M. Miller          | -          | -          | -           | -          | -                 | -                 | -                 | -                 | -                   | -                   | -                   | -                   | -             | -             | -             | -             | -        | -      | -           | -          |
| S. Şahin-Radlinger | -          | -          | -           | -          | -                 | -                 | -                 | -                 | -                   | -                   | -                   | -                   | -             | -             | -             | -             | -        | -      | -           | -          |
| R. Zieler          | 34         | 0          | 1           | 0          | 3                 | 0                 | 0                 | 0                 | 4                   | 0                   | 0                   | 0                   | 8             | 0             | 1             | 0             | 49       | 0      | 2           | 0          |
| S. Cherundolo      | 20         | 0          | 1           | 0          | 3                 | 0                 | 1                 | 0                 | 4                   | 0                   | 0                   | 0                   | 6             | 0             | 0             | 0             | 33       | 0      | 2           | 0          |
| J. Djourou         | 14         | 0          | 4           | 0          | -                 | -                 | -                 | -                 | -                   | -                   | -                   | -                   | 2             | 0             | 0             | 0             | 16       | 0      | 4           | 0          |
| M. Eggimann        | 22         | 1          | 2           | 0          | 2                 | 0                 | 0                 | 0                 | 3                   | 1                   | 0                   | 0                   | 5             | 0             | 2             | 0             | 32       | 2      | 4           | 0          |
| Felipe             | 4          | 1          | 2           | 0          | 1                 | 0                 | 1                 | 0                 | 1                   | 0                   | 0                   | 0                   | 2             | 0             | 0             | 0             | 8        | 1      | 3           | 0          |
| Ə. Gökdəmir        | -          | -          | -           | -          | -                 | -                 | -                 | -                 | -                   | -                   | -                   | -                   | -             | -             | -             | -             | -        | -      | -           | -          |
| K. Haggui          | 22         | 1          | 6           | 0          | 3                 | 0                 | 0                 | 0                 | 4                   | 1                   | 1                   | 0                   | 4             | 0             | 0             | 1             | 33       | 2      | 7           | 1          |
| J. Löhden          | -          | -          | -           | -          | -                 | -                 | -                 | -                 | -                   | -                   | -                   | -                   | -             | -             | -             | -             | -        | -      | -           | -          |
| C. Pander          | 18         | 0          | 2           | 0          | 3                 | 0                 | 0                 | 0                 | 2                   | 1                   | 0                   | 0                   | 4             | 0             | 0             | 0             | 27       | 1      | 2           | 0          |
| S. Pocognoli       | 11         | 0          | 0           | 1          | -                 | -                 | -                 | -                 | -                   | -                   | -                   | -                   | 2             | 0             | 0             | 0             | 13       | 0      | 0           | 1          |
| H. Sakai           | 13         | 0          | 3           | 0          | 1                 | 0                 | 0                 | 0                 | 1                   | 0                   | 0                   | 0                   | 2             | 0             | 1             | 0             | 17       | 0      | 4           | 0          |
| C. Schulz          | 19         | 1          | 4           | 1          | 1                 | 0                 | 0                 | 0                 | 2                   | 0                   | 0                   | 0                   | 6             | 0             | 2             | 0             | 28       | 1      | 6           | 1          |
| Y. Schulze         | -          | -          | -           | -          | -                 | -                 | -                 | -                 | -                   | -                   | -                   | -                   | -             | -             | -             | -             | -        | -      | -           | -          |
| L. Andreasen       | 5          | 2          | 0           | 0          | 1                 | 1                 | 0                 | 0                 | 4                   | 3                   | 0                   | 0                   | 1             | 0             | 0             | 0             | 11       | 6      | 0           | 0          |
| D. Aycicek         | -          | -          | -           | -          | -                 | -                 | -                 | -                 | -                   | -                   | -                   | -                   | -             | -             | -             | -             | -        | -      | -           | -          |
| S. Chahed          | 13         | 0          | 3           | 0          | -                 | -                 | -                 | -                 | -                   | -                   | -                   | -                   | 1             | 0             | 0             | 0             | 14       | 0      | 3           | 0          |
| França             | -          | -          | -           | -          | -                 | -                 | -                 | -                 | -                   | -                   | -                   | -                   | -             | -             | -             | -             | -        | -      | -           | -          |
| N. Gießelmann      | -          | -          | -           | -          | -                 | -                 | -                 | -                 | -                   | -                   | -                   | -                   | -             | -             | -             | -             | -        | -      | -           | -          |
| A. Hoffmann        | 16         | 2          | 5           | 0          | -                 | -                 | -                 | -                 | -                   | -                   | -                   | -                   | -             | -             | -             | -             | 16       | 2      | 5           | 0          |
| S. Huszti          | 21         | 9          | 4           | 1          | 2                 | 0                 | 1                 | 0                 | 4                   | 2                   | 1                   | 0                   | 8             | 3             | 2             | 0             | 35       | 14     | 8           | 1          |
| A. Nikçi           | 4          | 1          | 0           | 0          | -                 | -                 | -                 | -                 | 1                   | 0                   | 0                   | 0                   | 3             | 0             | 1             | 0             | 8        | 1      | 1           | 0          |
| J. Pläschke        | -          | -          | -           | -          | -                 | -                 | -                 | -                 | -                   | -                   | -                   | -                   | -             | -             | -             | -             | -        | -      | -           | -          |
| K. Rausch          | 30         | 3          | 3           | 0          | 2                 | 1                 | 0                 | 0                 | 3                   | 0                   | 0                   | 0                   | 7             | 0             | 3             | 0             | 42       | 4      | 6           | 0          |
| M. Schmiedebach    | 21         | 0          | 5           | 0          | 3                 | 0                 | 2                 | 0                 | 4                   | 1                   | 1                   | 0                   | 8             | 0             | 1             | 0             | 36       | 1      | 9           | 0          |
| S. Schünemann      | -          | -          | -           | -          | -                 | -                 | -                 | -                 | -                   | -                   | -                   | -                   | -             | -             | -             | -             | -        | -      | -           | -          |
| S. Pinto           | 30         | 2          | 6           | 1          | 3                 | 2                 | 0                 | 0                 | 3                   | 0                   | 0                   | 0                   | 7             | 1             | 2             | 0             | 43       | 5      | 8           | 1          |
| L. Stindl          | 18         | 2          | 6           | 0          | 2                 | 0                 | 0                 | 0                 | 4                   | 1                   | 2                   | 0                   | 5             | 1             | 4             | 0             | 29       | 4      | 12          | 0          |
| M. Abdellaoue      | 26         | 8          | 1           | 0          | 1                 | 0                 | 0                 | 0                 | 3                   | 1                   | 0                   | 0                   | 5             | 0             | 0             | 0             | 35       | 9      | 1           | 0          |
| M. Diouf           | 28         | 12         | 6           | 0          | 2                 | 2                 | 0                 | 0                 | -                   | -                   | -                   | -                   | 6             | 3             | 2             | 0             | 36       | 17     | 8           | 0          |
| D. Kadah           | 2          | 0          | 1           | 0          | -                 | -                 | -                 | -                 | -                   | -                   | -                   | -                   | -             | -             | -             | -             | 2        | 0      | 1           | 0          |
| J. Schlaudraff     | 30         | 2          | 2           | 0          | 3                 | 2                 | 1                 | 0                 | 3                   | 1                   | 0                   | 0                   | 6             | 0             | 0             | 0             | 42       | 5      | 3           | 0          |
| A. Sobiech         | 25         | 5          | 4           | 0          | 2                 | 0                 | 0                 | 0                 | 3                   | 2                   | 0                   | 0                   | 7             | 1             | 0             | 0             | 37       | 8      | 4           | 0          |
| D. Konan           | 28         | 7          | 4           | 0          | 3                 | 0                 | 1                 | 0                 | 3                   | 1                   | 0                   | 0                   | 7             | 3             | 1             | 0             | 41       | 11     | 6           | 0          |